# Seriál
Seriál je obecné označení pro opakující se událost, děj nebo dílo. Obvykle se jedná o sled novinových či časopiseckých článků, reportáží, kreseb, fotografií nebo o audiovizuální dílo s více díly/epizodami na pokračování.

## Typy
- Román na pokračování – textové dílo vydávané v časopisech a denním tisku, populární v 19. a 20. století; též Časopisecký seriál
- Filmový seriál – film rozdělený do několika segmentů promítaných v kině, populární ve 40. letech 20. století
- Rozhlasový seriál – zvukové seriálové dílo vysílané rozhlasem
- Televizní seriál – audiovizuální seriálové dílo vysílané televizí
- Webový seriál – audiovizuální seriálové dílo vysílané prostřednictvím World Wide Webu